# Richard Quine
Richard Harding Quine (* 12. November 1920 in Detroit, Michigan; † 10. Juni 1989 in Los Angeles, Kalifornien) war ein US-amerikanischer Schauspieler, Filmregisseur, Drehbuchautor, Komponist und Musikproduzent.

## Leben
Bereits als Kind war Richard Quine schauspielerisch im Radio sowie in Vaudeville-Produktionen und Theaterstücken tätig. Mit Anfang 20 unterschrieb er einen Studiovertrag bei Metro-Goldwyn-Mayer und spielte dort schnell gute Nebenrollen. Quine diente im Zweiten Weltkrieg bei der US Coast Guard. Nach seiner Rückkehr aus dem Krieg entwickelte sich seine Schauspielkarriere eher enttäuschend und ihm gefiel seine Arbeit als Regieassistent bei dem Film Leather Gloves, sodass er ab 1953 als Filmregisseur zu arbeiten begann. Dabei arbeitete er mit zahlreichen großen Hollywood-Stars und inszenierte bis in die 1970er-Jahre zahlreiche Kinofilme, darunter insbesondere Komödien wie Meine Braut ist übersinnlich (1958), Noch Zimmer frei (1962) und Wie bringt man seine Frau um? (1964).
Richard Quine war von 1943 bis 1948 mit der Schauspielerin Susan Peters verheiratet, von 1951 bis 1960 mit Barbara Bushman – einer Enkelin des Schauspielers Francis X. Bushman – sowie von 1965 bis 1970 mit der Schauspielerin Fran Jeffries. Während der Dreharbeiten zu Fremde, wenn wir uns begegnen im Jahr 1959 wurden Kim Novak und Quine ein Paar. Das im Film errichtete futuristische Haus (von Carl Anderson und Ross Bellah) sollte nach Beendigung der Dreharbeiten Novak und Quine als Hochzeitsgeschenk überreicht werden. Da sich aber die Heiratspläne zerschlugen, bezog Quine das Haus später allein. In vierter Ehe war er von 1977 bis zu seinem Tod mit Diana Balfour verheiratet. Richard Quine hatte drei Kinder.
1989 beging Quine durch einen Gewehrschuss Suizid, nachdem sich sein gesundheitlicher Zustand in den Jahren zuvor verschlechtert hatte. Sein Grab befindet sich im Westwood Memorial Park in Los Angeles.

## Filmografie (Auswahl)
Als Schauspieler
- 1933: Kavalkade (Cavalcade)
- 1933: Der Staranwalt von Manhattan (Counsellor at Law)
- 1934: Jane Eyre
- 1934: Broadway-Show (Dames)
- 1934: Life Returns
- 1935: A Dog of Flanders
- 1941: Babes on Broadway
- 1942: Meine Schwester Ellen (My Sister Eileen)
- 1942: For Me and My Gal
- 1942: Dr. Gillespie’s New Assistant
- 1942: Stand by for Action
- 1946: The Cockeyed Miracle
- 1948: Words and Music
- 1949: The Clay Pigeon
- 1950: Mein Glück in deine Hände (No Sad Songs for Me)
- 1950: The Flying Missile

Als Regisseur
- 1948: Leather Gloves
- 1951: Sunny Side of the Street
- 1951: Purple Heart Diary
- 1952: Sound Off
- 1952: Rainbow ’Round My Shoulder
- 1953: In jedem Hafen eine Braut (All Ashore)
- 1953: Zaubernächte des Orients (Siren of Bagdad)
- 1953: Cruisin’ Down the River
- 1954: Auf gefährlicher Straße (Drive a Crooked Road)
- 1954: Schachmatt (Pushover)
- 1954: Drei Matrosen in Paris (So This Is Paris)
- 1955: Meine Schwester Ellen (My Sister Eileen)
- 1956: Die Frau im goldenen Cadillac (The Solid Gold Cadillac)
- 1956: Alle Sehnsucht dieser Welt (Full of Life)
- 1957: Selten so gelacht (Operation Mad Ball)
- 1958: Meine Braut ist übersinnlich (Bell Book and Candle)
- 1959: Mit mir nicht, meine Herren (It Happened to Jane)
- 1960: Fremde, wenn wir uns begegnen (Strangers When We Meet)
- 1960: Die Welt der Suzie Wong (The World of Suzie Wong)
- 1962: Noch Zimmer frei (The Notorious Landlady)
- 1964: Zusammen in Paris (Paris – When It Sizzles)
- 1964: … und ledige Mädchen (Sex and the Single Girl)
- 1965: Wie bringt man seine Frau um? (How to Murder Your Wife)
- 1965: Die Gierigen (Synanon)
- 1966: Das Hotel (Hotel)
- 1967: O Vater, armer Vater, Mutter hängt dich in den Schrank und ich bin ganz krank (Oh Dad, Poor Dad, Mamma’s Hung You in the Closet and I’m Feelin’ So Sad)
- 1969: A Talent for Loving
- 1970: Whisky brutal (The Moonshine War)
- 1972: Columbo: Alter schützt vor Torheit nicht (Dagger of the Mind, Fernsehfilm)
- 1973: Columbo: Klatsch kann tödlich sein (Requiem for a Falling Star, Fernsehfilm)
- 1973: Catch-22 (Fernsehfilm)
- 1973: Columbo: Ein gründlich motivierter Tod (Double Exposure, Fernsehfilm)
- 1974: Wahnsinn – Der Tod hat nur einen Buchstaben (W)
- 1975: The Specialists (Fernsehfilm)
- 1979: Der Gefangene von Zenda (The Prisoner of Zenda)